# El Limoncillo, Santa Cruz Zenzontepec
El Limoncillo är en ort i Mexiko.   Den ligger i kommunen Santa Cruz Zenzontepec och delstaten Oaxaca, i den sydöstra delen av landet, 400 km sydost om huvudstaden Mexico City. El Limoncillo ligger 849 meter över havet och antalet invånare är 845.
Terrängen runt El Limoncillo är bergig åt nordost, men åt sydväst är den kuperad. Runt El Limoncillo är det ganska tätbefolkat, med 56 invånare per kvadratkilometer. Närmaste större samhälle är Llano Nuevo, 8,7 km norr om El Limoncillo. Omgivningarna runt El Limoncillo är huvudsakligen savann.